# Lev Arens
Pour les articles homonymes, voir Arens.
Lev Evguenievitch Arens (1890-1967) (en russe : Лев Евгеньевич Аренс) est un botaniste, naturaliste et poète soviétique, spécialiste des abeilles.

## Biographie

### Formation
Lev Arens naît à Martychkino (aujourd'hui dépendant de la ville de Lomonossov, anciennement Oranienbaum) près de Peterhof. Son père, Evgueni Arens (1856-1931), est capitaine-lieutenant et futur général de la flotte. Comme ce dernier commande à partir de 1903 les appontements de Peterhof et de l'Amirauté de Tsarskoïe Selo, son fils Lev passe une partie de sa jeunesse à l'Amirauté de Tsarskoïe Selo où la famille dispose d'un appartement de fonction. On y reçoit des amis de la famille, comme le compositeur Vladimir Dechevov (ru), le poète Vassili Komarovski (ru), l'écrivain Nikolaï Goumiliov, l'historien d'art Nikolaï Pounine. Sa sœur Anna est l'épouse de ce dernier et son autre sœur, Zoé, l'épouse du frère de Pounine, Alexandre, lui aussi botaniste.
Lev Arens termine le lycée de Tsarskoïe Selo en 1909 et entre au département de sciences naturelles de l'université de Saint-Pétersbourg. La faculté pendant ses études l'envoie aux stations biologiques de Sébastopol (1910), de Seliger et de Borodino (1912) et de Villefranche-sur-Mer (1913) en France où la Russie disposait d'une base navale. Il en profite pour assister au congrès zoologique international qui se tient à Monaco. Lev Arens s'intéresse également à la littérature depuis son jeune âge et s'essaye à la poésie. Il fait lire ses premiers écrits à Goumiliov, ami de la famille, qui le dissuade de continuer... Arens cesse de composer des vers pendant trente ans.

### Débuts de carrière
À la fin de ses études en 1915, Arens s'engage dans la marine impériale comme matelot de 2e classe. Il combat en mer Noire, reçoit la médaille puis la croix de Saint-Georges. Il devient ensuite sous-lieutenant à l'Amirauté. Il est démobilisé après la révolution de 1917 qui met fin à la participation de la Russie à la guerre et travaille à l'invitation de Lounatcharski au premier commissariat du Peuple à l'éducation comme secrétaire de commission. Il entre à la fin de 1918 à l'institut Leshaft de Pétrograd où il va travailler avec quelques interruptions pendant dix-neuf ans. Il s'occupe surtout d'entomologie. Il travaille également quelque temps dans la filiale de l'institut à Borissovka (près de Belgorod) où il étudie la flore de la réserve naturelle locale.
En 1919 et 1920, il est assistant à la chaire d'histologie de l'université nationale de Tauride (en) (Crimée) et secrétaire du commissariat à l'éducation de Crimée. C'est alors qu'il épouse une jeune juive karaïte (ou karaïme selon l'usage récent), Sarah, qui donnera naissance à trois fils: Evgueni (1921), Igor (1923) et Youri (1929). Il se rapproche des futuristes dans les années 1920 et de plusieurs cercles littéraires d'avant-garde autour du poète Tikhon Tchouriline (1885-1946). Il est le premier à écrire un article nécrologique sur Velimir Khlebnikov. De 1923 à 1931, il enseigne à la chaire de zoogéographie de la faculté de géographie de l'université de Léningrad. Il est également lecteur à l'institut de zoologie. EN 1931-1932, il est spécialiste scientifique à l'institut de Botanique de l'Union, puis il est envoyé à la réserve naturelle de Narian-Mar (en Sibérie) où l'on élève des rennes. Il y reste deux ans alors que la répression stalinienne commence à frapper les milieux scientifiques. Arens étudie les rennes et la flore locale (comme la ciboulette Allium schoenoprasum). La répression s'intensifie après la mort de Kirov en décembre 1934. Elle est d'abord dirigée contre les milieux cultivés et l'intelligentsia de Léningrad.

### Répression stalinienne
En mars 1935 paraît un arrêt ordonnant de chasser de Léningrad les « éléments socialement indésirables ». C'est ainsi que l'on désignait les descendants de l'ancienne noblesse d'avant la révolution. Lev Arens est le fils d'un ancien haut officier de la marine impériale appartenant donc selon la table des rangs à la noblesse. Il est donc visé par cette mesure. Il est arrêté et immédiatement jugé le 4 mars par le conseil spécial du NKVD qui l'envoie dans un camp de travaux forcés en tant qu'élément social dangereux (fils de noble) pour cinq ans. Il purge sa peine dans un camp des environs de Medvejiegorsk en Carélie où il employé au combinat agricole de la station située auprès du canal de la mer Blanche, construit par les forçats. Sa femme Sarah est reléguée à Astrakhan où elle demeure avec son fils cadet, jusqu'à la libération de son mari en 1939. Le fils aîné vit chez sa tante paternelle et le fils puîné dans la famille des Pounine. Ils ont le droit de quitter Léningrad chaque été pour rendre visite à leur mère pendant les grandes vacances.
Lev Arens est libéré le 15 juin 1939 du camp de travail du canal de la mer Blanche, ayant accompli 252 jours de travaux. Trouvant difficilement du travail après sa condamnation, il part à l'été 1940 s'installer avec sa famille à Gloukhov en Ukraine, puis la guerre éclate et la famille déménage à la réserve naturelle de la Khopior (près de Voronej). Il perd deux de ses fils pendant la guerre : Youri à la réserve naturelle de la Khopior en octobre 1941 et Igor de dystrophie en avril 1942 pendant la famine due au siège de Léningrad.

### Après la guerre
Après la guerre, Arens travaille pendant dix ans à la réserve naturelle de Teberda. il est membre de la Société géographique d'URSS et de la Société d'entomologie d'URSS. Naturaliste distingué, il est l'auteur de plus d'une centaine de publications, ainsi que de recensions, de chroniques, de traductions du français (en particulier du poète et spécialiste des abeilles Jean-Henri Fabre). Un certain nombre de ses travaux demeurés à la Société géographique n'ont pas encore été publiés, ainsi que des manuscrits sur Khomiakov et Chamisso.

## Quelques publications
Sur l'apiculture :
- О закономерности посещения пчёлами медоносных растений // Пчеловодн. дело. — 1926. — vol. 6.
- Медоносная пчела как опылитель // Пчеловодн. дело. — 1926. — vol. 9.
- Плодовые сады и пчёлы // Пчеловодство. — 1926. — vol. 8.
- Значение лесных заповедников для пчеловодства // Пчеловодн. дело. — 1927. — vol. 6.
- О некоторых очередных задачах по изучению медоносных растений // Практическое пчеловодство. — 1927. — vol. 6.
- Об ядовитом мёде. Памяти Р. Э. Регеля // Опытн. пасека. — 1928. — vol. 4—6.
- Географическое распространение медоносов и многополье // Вестн. российск. и иностр. пчеловодства. — 1928. — vol. 2.
- Энциклопедия пчеловодства. — 1928. — несколько статей о медоносных растениях
- Фенология на службе у пчеловода // Пчела и пасека. — 1928. — vol. 2.
- О разноцветной обножке // Пчеловодн. дело. — 1929. — vol. 3.
- Царь-зелье (Delphinium elatum) и пчёлы // Пчеловодн. дело. — 1929. — vol. 5.
- Медоносы и многополье // Пчеловодн. дело. — 1929. — vol. 7.
- Об узе // Опытн. пасека. — 1929. — vol. 1—2.
- Посещение пчёлами цветков ночной свечи (Oenothera biennis) // Опытн. пасека. — 1929. — vol. 3—4.
- Плантации снотворного мака и пчёлы // Опытн. пасека. — 1929. — vol. 7—8.
- Поведение пчёл на цветах яснотки пятнистой (Lamium maculatum) // Опытн. пасека. — 1929. — vol. 9—10.
- Щетинник мутовчатый (Setaria verticillata) ловушка для пчёл // Опытн. пасека. — 1929. — vol. 11—12.
- Важнейшие лекарственные медоносные растения [Les Principales plantes médicinales mellifères] // Пчеловод-практик. — 1930. — vol. 8—9.
- Географические основы пчеловодства [Géographie de l'apiculture] // Коллективн. пчеловодн. дело. — 1930. — vol. 1.
- Очерк истории культуры медоносных растений на русской почве [Histoire de l'apiculture en Russie] // Тр. прикл. бот., генет. и селекции. — 1930. — vol. 5. — Т. XXII. — p. 3–78. — publication la plus connue d'Arens in: исторический обзор возникновения пчеловодства и культуры медоносных растений в России с 1672 года, Пчела-опылительница // Коллективн. пчеловодн. дело. — 1930. — vol. 5.
- Географические центры возникновения и развития самобытного пчеловодства в Новом свете [À propos de l'apiculture dans le Nouveau Monde] // Изв. Всес. геогр. об-ва. — 1940. — vol. 1. — Т. LXXII. — p. 43–50.
- Добывание мёда в доисторическое время [La récolte du miel sous la préhistoire] // Изв. Всес. геогр. об-ва. — 1940. — vol. 6. — Т. LXXII. — p. 864–866.

Autres thèmes :
- Лес на Ворскле // Украинский охотник и рыболов. — 1925. — vol. X.
- К использованию луговой растительности тундровой зоны [L'utilisation des plantes de prairie de la zone de toundra] // Хозяйство Севера. — Архангельск: 1934. — vol. 10. — p. 4–8.
- Пастбища отельного периода в оленеводстве. [À propos de l'élevage de rennes] — Нарьян-Мар, 1934.
- О диком луке, или скороде, как замечательном растении крайнего Севера СССР [À propos de l'oignon sauvage ou de la ciboulette comme plante remarquable des régions septentrionales de l'URSS // Природа. — 1935. — vol. 1.
- Сероольшанники полуострова Заонежья // Природа. — 1937. — vol. 6.
- О географической зональности лишайниковых ковров из рода Cladonia [Sur les lichens Cladonia] // Изв. Всес. геогр. об-ва. — 1940. — vol. 6. — Т. LXXII. — p. 810–813.
- Орхидея венерин башмачек и доломиты в Карелии [L'Orchidée sabot de Vénus et les Dolomites en Carélie] // Изв. Всес. геогр. об-ва. — 1946. — vol. 2. — p. 242–243.